# 주주협약
주주 협약(shareholders' agreement,미국(U.S.)에서는 stockholders' agreement의 표현이 있다) 줄여서 SHA는 주주 또는 회사 구성원 간의 합의 또는 이러한 내용을 담은 문서를 가리킨다. 실제적으로는 파트너십 계약(또는 사업 협약)과 유사할 수 있다. 일부 관할 구역에서는 주주 협약의 개념에 대해 적절한 정의를 내리지 못했다고 말할 수 있지만, 이 협약의 특정 결과는 지금까지 실무에서 정의되어 왔다. 최종의사결정권의 맥락(context)에서 주주 동의를 전제로한다는점에서 장점이 있다. 구체적으로 말하면 기업체가 홍보의 부재로부터 자유로우며 기밀을 유지하는 데 도움이 되기도 한다. 그럼에도 불구하고 제3자(특히 양수인 및 주식 매수자)에게 미치는 영향이 제한적이며 규정된 항목의 변경이 시간 소모적일 수 있다는 점과 함께 고려해야 할 몇 가지 단점도 산재해 있다고 알려져있다.

## 주주간 계약
주주간 계약의 실무적인 상황은 대표적으로 이사회 구성 및 이를 통한 주주들의 권리의무관계를 드러내는 특수한 업무협약의 경우이다.이러한 경우에서 회사법,민법,경제 특별법등의 관례적 적용 및 준용이 법리적으로 타당한지 여부는 이와는 별개로 다루어 질수있다.

## 같이 보기
- 정관
- 업무협약서